# Projection authalique quartique
La projection authalique quartique est une projection équivalente pseudo-cylindrique créée après modification de la projection azimutale équivalente de Lambert. Les méridiens de limite sont bombés de manière assez excessive vers l’extérieur, ce qui entraîne une distorsion importante des formes près du contour de la carte. La projection quartique plane polaire de McBryde-Thomas est basée sur cette projection.
La projection authalique quartique a été présentée de manière indépendante par Karl Siemon en 1937 et par Oscar S. Adams en 1945. Les équations pour un ellipsoïde ont été développées chez Esri. Elle est disponible dans ArcGIS Pro 1.0 et versions ultérieures et dans ArcGIS Desktop 8.0 et versions ultérieures.

## Propriétés de la projection
Les sous-sections ci-dessous décrivent les propriétés de la projection authalique quartique.

### Graticule
La projection authalique quartique est une projection pseudo-cylindrique. L’Équateur et le méridien central sont projetés sous forme de lignes droites, l’Équateur projeté étant d’environ 2,22144 fois plus long que le méridien central. Les autres méridiens sont représentés par des courbes algébriques de quatrième ordre, bombées à mesure que l’on s’éloigne du méridien central et équidistantes. Les parallèles ne sont pas équidistants comme dans la projection azimutale équivalente de Lambert sous un aspect équatorial. Tous les parallèles sont des lignes droites perpendiculaires au méridien central. Les pôles sont présentés sous forme de points formant des bords saillants. Le contour est semblable à celui de la projection sinusoïdale. Le graticule est symétrique par rapport à l’équateur et au méridien central.

### Distorsion
La projection authalique quartique est une projection équivalente (à surfaces égales). Les formes, les directions, les angles et les distances sont généralement déformés. L’échelle est vraie le long de l’Équateur et constante le long de toute autre latitude. Les distorsions sont modérées à proximité du centre de la projection. Les méridiens renflés génèrent une distorsion considérable vers le bord de la projection. Les valeurs de distorsion sont symétriques le long de l’équateur et du méridien central.

## Variantes
Il existe deux variantes disponibles dans ArcGIS :
- La projection authalique quartique utilise le demi-grand axe en rayon et les équations d’une sphère. Elle ne prend en charge que les modèles terrestres sphériques. Elle est disponible dans ArcGIS Pro 1.0 et versions ultérieures et dans ArcGIS Desktop 8.0 et versions ultérieures.
- La projection ellipsoïdale authalique quartique prend en charge les modèles terrestres sphériques et ellipsoïdaux. Elle est disponible dans ArcGIS Pro 1.2 et versions ultérieures, ainsi que dans ArcGIS Desktop 10.4 et versions ultérieures.

## Limitations
Seule la version ellipsoïdale de la projection authalique quartique prend en charge la projection pour les ellipsoïdes. La version authalique quartique ne conserve pas les surfaces lorsqu’un ellipsoïde est utilisé.

## Paramètres
Les paramètres de la projection authalique quartique sont les suivants :
- Constante en X
- Constante en Y
- Méridien central

Les paramètres de la projection ellipsoïdale authalique quartique sont les suivants :
- Constante en X
- Constante en Y
- Méridien central
- Latitude de l'origine